# Kovači (Pljevlja)
Pour les articles homonymes, voir Kovači.
Kovači (en serbe cyrillique : Ковачи) est un village du nord du Monténégro, dans la municipalité de Pljevlja.

## Démographie

### Évolution historique de la population
| 1948 | 1953 | 1961 | 1971 | 1981 | 1991 | 2003 |
| ---- | ---- | ---- | ---- | ---- | ---- | ---- |
| 174  | 196  | 180  | 153  | 96   | 46   | 34   |